# Pseudoglauia tarudantica
Pseudoglauia tarudantica är en insektsart som först beskrevs av Bolívar, I. 1914.  Pseudoglauia tarudantica ingår i släktet Pseudoglauia och familjen Pamphagidae. Inga underarter finns listade i Catalogue of Life.